# Carlos Saldanha
Pour les articles homonymes, voir Saldanha (homonymie).
Carlos Saldanha, né le 24 janvier 1965 à Rio de Janeiro, au Brésil, est un réalisateur brésilien. Il a étudié à l'École d'arts visuels de New York. De 1996 à 2021, il a travaillé chez Blue Sky Studios jusqu’à sa fermeture.

## Filmographie

### Réalisateur

#### Longs métrages
- 2002 : L'Âge de glace (Ice Age) co-réalisateur (avec Chris Wedge)
- 2005 : Robots co-réalisateur (avec Chris Wedge)
- 2006 : L'Âge de glace 2 (Ice Age: The Meltdown)
- 2009 : L'Âge de glace 3 (Ice Age 3: Dawn of the Dinosaurs) réalisateur (avec Mike Thurmeier)
- 2011 : Rio
- 2014 : Rio 2
- 2017 : Ferdinand
- 2024 : Harold et le Crayon magique (Harold and the Purple Crayon)

#### Courts métrages
- 2002 : L'Aventure inédite de Scrat (Gone Nutty)
- 2009 : Falling for Scratte
- 2014 : Rio, I Love You (Rio, Eu Te Amo), film à sketches brésilien (segment Pas de Deux)

### Scénariste
- 2011 : Rio histoire originale
- 2014 : Rio 2 coécrit avec Don Rhymer

### Producteur
- 2006 : Il était une noix
- 2008 : Sid : Opération survie
- 2012 : L'Âge de glace 4

### Acteur
- 2006 : L'Âge de glace 2 : Le dodo
- 2009 : L'Âge de glace 3 : Les bébés dinosaures et l'oiseau qui ne sait pas voler
- 2011 : Rio : Le serveur

## Box Office
Ferdinand est actuellement l'un de ses films les moins lucratifs derrière Robots, mais fut son seul film nommé aux Oscars du cinéma lors de la 90e cérémonie des Oscars en 2018, le gagnant fut Coco. Actuellement, il est le 16ème réalisateur le plus lucratif de tous les temps avec plus de 3,46 milliards de dollars au box office. Il est également le seul réalisateur d'Amérique latine dans le top 50 et top 100 des réalisateurs les plus lucratifs du monde.
| Film                                       | Budget        | Monde           | États-Unis      | France             | Allemagne          | Italie             |
| ------------------------------------------ | ------------- | --------------- | --------------- | ------------------ | ------------------ | ------------------ |
| L'Âge de glace                             | 59 000 000 $  | 383 257 136 $   | 176 387 405 $   | 3 029 752 entrées  | 7 298 996 entrées  | 1 661 522 entrées  |
| Robots                                     | 75 000 000 $  | 260 718 330 $   | 128 200 012 $   | 1 121 929 entrées  | 1 688 516 entrées  | 432 546 entrées    |
| L'Âge de glace 2                           | 80 000 000 $  | 651 898 424 $   | 195 329 763 $   | 6 642 528 entrées  | 8 747 409 entrées  | 3 095 902 entrées  |
| L'Âge de glace 3 : Le Temps des dinosaures | 90 000 000 $  | 886 686 280 $   | 196 573 705 $   | 7 803 757 entrées  | 8 705 891 entrées  | 4 705 708 entrées  |
| Rio                                        | 90 000 000 $  | 484 635 760     | 143 619 760     | 2 376 481 entrées  | 1 752 119 entrées  | 865 194 entrées    |
| Rio 2                                      | 103 000 000 $ | 500 101 972 $   | 131 538 435 $   | 3 261 547 entrées  | 1 762 796 entrées  | 975 206 entrées    |
| Ferdinand                                  | 111 000 000 $ | 294 385 038 $   | 84 287 380 $    | 2 437 076 entrées  | 1 075 917 entrées  | 916 165 entrés     |
| Total                                      | 518 000 000 $ | 3 461 682 940 $ | 1 055 936 460 $ | 26 673 071 entrées | 29 249 148 entrées | 12 652 243 entrées |